# Ossaea cubana
Ossaea cubana är en tvåhjärtbladig växtart som beskrevs av Brother Alain. Ossaea cubana ingår i släktet Ossaea och familjen Melastomataceae. Inga underarter finns listade i Catalogue of Life.